# Lumii îi spuneau pădure
Lumii îi spuneau pădure (1976) (titlu original The Word for World Is Forest) este un roman științifico-fantastic scris de Ursula K. Le Guin, bazat pe nuvela din 1972 care a primit Premiul Hugo pentru cea mai bună nuvelă în 1973. Cartea face parte din Ciclul Hainish. În limba română a apărut la Editura Mondial în 1993.

## Cadru
Acțiunea se petrece la câteva secole în viitor. Oamenii de pe Pământ au stabilit pe Athshe o colonie și o bază militară, numită "Noul Tahiti". Atshse este o lume împădurită, ai cărei locuitori mici, cu blană verde și ochi mari, au format o cultură axată pe visele lucide. Lăcomia pământenilor afectează inocența și înțelepciunea indigenilor, dând peste cap antica societate.
Oamenii au intrat în posesia zborului interstelar prin intermediul poporului de pe Hain (planeta de origine a tuturor raselor umanoide, inclusiv athsheeni, în ciuda aspectului lor). Diversele planete s-au dezvoltat independent, dar pe parcursul romanului aflăm că a fost formată o 'Ligă a Tuturor Lumilor'. Știrile, care înainte necesitau 27 de ani lumină ca să ajungă de pe Pământ (ceea ce presupunea un decalaj în răspuns de 54 de ani), călătoresc acum prin ansiblu, o descoperire nouă.
Plantele și animalele de pe Athshe sunt similare celor de pe Pământ, fiind aduse acolo de poporul Hainish în timpul primului val de colonizare, care a cuprins și Pământul. Vizitatorul cetian afirmă cu tărie că nativii umani "provin din același stoc Hainish, original", deși nu se dă nicio explicație pentru faptul că au blană verde și o înălțime de doar un metru. Se spune că alți umanoizi distincți, cum ar fi gethenienii, ar fi fost produși prin manipulare genetică de către anticii coloniști Hainish.
Evenimentele din roman se petrec după cele din Deposedații - în care atât ansiblul cât și Liga Lumilor sunt vise nerealizate - și înaintea celor din Planet of Exile - în care coloniștii umani au învățat să coexiste. Se sugerează că evenimentele ar avea loc în secolul XXIV.

## Intriga
"Cuvântul athshean pentru 'lume' înseamnă și 'pădure'." Raj Lyubov, unul dintre personajele principale ale romanului.
Coloniștii de pe Pământ preiau controlul unei planete pe care localnicii o numesc Athshe, adică "pădure", echivalentul denumirii "pământ" dată de coloniști lumii lor de origine. Oamenii urmează tiparul de colonizare specific secolului al XIX-lea: taie copaci, construiesc ferme, sapă mine și iau sclavi dintre indigeni. Localnicii au puține mijloace pentru a se opune, ținând cont că duc o viață de subzistență care depinde de păduri și nu au un precedent cultural al tiraniei, sclaviei și războiului. Astfel, invadatorii pun mâna pe pământurile acestor mici oameni ai pădurilor fără a întâmpina vreo rezistență.
Pământul a trecut prin câteva dezastre ecologice, iar oamenii Americii de Nord au cunoscut foametea. Cultura militară conține anumite elemente familiare, dar există și deosebiri: consumul de droguri și homosexualitatea sunt acceptate. Unii pământeni simt o rivalitate față de celelalte culturi umanoide, în special pentru cetiani. Vechile rivalități naționale au pălit, nord-americanii, vietnamezii și indienii conlucrând armonios (cartea a fost scrisă în timpul războiului din Vietnam, al cărui opozant a fost Le Guin; detaliile despre cooperarea dintre americani și vietnamezi în cucerirea și subjugarea oamenilor pădurilor nu poate fi accidentală). 
Inocența și supușenia athsheenilor, precum și faptul că nu dorm niciodată, face din aceștia sclavii ideali, practicând ceea ce oamenii numesc "somn polifazic". Unul dintre cei mai răi comandanți de sclavi este căpitanul Davidson, care îi bate regulat pe "creechi", cum îi numește el pe athsheeni. Dar athsheeni pot intra, la dorință, într-o stare de "visare lucidă", ceea ce fac destul de des. De asemenea, consideră "vremea viselor" la fel de reală ca "vremea lumii", și urăsc halucinogenele folosite de oameni, deoarece nu pot controla visele generate de "otravă". Majoritatea "yumenilor" nu își bat capul să înțeleagă acest lucru și forțează athsheeni pe care îi prind că "visează". Privat de starea REM, psihicul și fizicul sclavilor se deteriorează. Singurul om care începe să înțeleagă asta este antropologul coloniei, Raj Lyubov, care salvează câțiva sclavi din mâinile lui Davidson. Iar când o indigenă este violată de Davidson și moare de pe urma rănilor, soțul ei, Selver, începe să viseze la război.
Nimeni nu a mai avut până atunci vise despre război, dar Selver e capabil să își împărtășească visele și cântă despre planurile sale alături de restul poporului său. El conduce un raid într-o tabără, omorând 200 de oameni și umilindu-l pe Davidson. Pentru poporul său, el devine un sha'ab, cuvânt care înseamnă atât "translator", cât și "zeu".
Între timp, sosește o navă spațială care aduce un ansiblu (necesar unei lumi apropiate) și doi non-terrani, un cetian și un om de pe Hain. Prin ansiblu, se află despre crearea "Ligii Tuturor Lumilor" și despre faptul că politica de pe coloniile pământene s-a schimbat. Ansiblul este lăsat pe colonie, pentru ca pământenii să poată fi controlați de superiorii lor, instrucțiunile primite fiind de a elibera sclavii athsheeni și a duce o politică moderată.
Nemulțumit și bănuind că "ansiblul" nu este decât un fals pus la cale de cetieni, Davidson organizează un raid secret, măcelărind o așezare athsheană din apropiere. Atsheeni replică printr-un raid masiv asupra bazei pământenilor, pe care o cuceresc.
Cel mai mult șochează faptul că athsheenii omoară intenționat femeile pământene, considerând că acestea pot da naștere unei colonii pământene în continuă expansiune. În realitate, chiar acesta este planul; coloniștii vor să transforme "Noul Tahiti" în casa lor, nu doar să îi exploateze lemnul. Athsheeni nu au tradiție războinică și, ca atare, nu au legi ale războiului; în plus, femeile lor iau și ele parte la lupte..
Revoluția duce la sfârșitul dominației pământene. Pentru atrocitățile comise, Davidson este exilat pe o insulă stâncoasă, pe care a existat o așezare împădurită înaintea sosirii sale, primind hrană și medicamente, dar interzicându-i-se orice contact uman pentru tot restul vieții. Supraviețuitorii (între care nu se numără Lyubov, ucis accidental în timpul revoltei), se întorc acasă cu prima navă sosită.

## Istoria publicării
Nuvela care stă la baza romanului, publicată inițial în Again, Dangerous Visions, a câștigat premiul Hugo pentru "Cea mai bună nuvelă" în 1973. În introducerea romanului, Le Guin a afirmat că opera a fost puternic influențată de războiul din Vietnam. Titlul original a fost The Little Green Men ("Omuleții verzi"), dar Ellison l-a schimbat, cu acordul nu foarte convins al Ursulei.
Un aspect relevant este prezența vietnamezilor printre opresorii de pe Pământ, probabil pentru a sublinia faptul că oprimatul de azi poate deveni opresorul de mâine.

## În cultura populară occidentală
Într-o scenă petrecută în Vietnam din filmul lui  Stanley Kubrick Full Metal Jacket, pe patul personajului Joker se vede o copie a Lumii îi spuneau pădure (acesta este un anacronism, deoarece acțiunea filmului se petrece în 1968, în timp ce cartea a fost publicată în 1976).
În capitolul 43 al versiunii extinse a romanului din 1978 al lui Stephen King, Apocalipsul, dialogul dintre personajul Nick Andros (prezentat ca fiind un avid cititor SF) și Tom Cullen face aluzie la Lumii îi spuneau pădure, când intră în Woods County, Oklahoma: "'Vreau să spun că lumea e locul,' spuse Tom. 'Mergem în lume, domnule?' Tom ezită, apoi întrebă cu gravitate: 'Woods (Pădure) este cuvântul pentru lume?' Încet, Nick aprobă din cap."
Discutând despre filmul lui James Cameron, Avatar, criticul SF Gary Westfahl spunea că "povestea science fiction care seamănă cel mai mult cu Avatar este, fără îndoială, nuvela Ursulei K. Le Guin Lumii îi spuneau pădure"

## Vezi și
- 1976 în științifico-fantastic